# Baie-D'Urfé
Baie-D'Urfé è un comune del Canada, situato nella provincia del Québec, nella regione di Montréal.